# Крейтер
О́зеро Кре́йтер (англ. Crater Lake) — кальдерне озеро в американському штаті Орегон. Це озеро — головна видатна пам'ятка Національного парку Озеро Крейтер, знамените своїм блакитним кольором та прозорістю води. Озеро частково заповнює глибоку кальдеру глибиною 1 220 м яка сформувалася приблизно у 5 677 (± 150) році до н. е. в результаті руйнування вулкану Маунт Мазама.
12 червня 1853 року Джон Веслі Гіллман став першою людиною європейського походження, яка побачила та описала це озеро, назвавши його «Темно-синє озеро» (англ. Deep Blue Lake). Озеро було перейменоване тричі, як Блакитне озеро, Озеро Величність, та врешті-решт Озеро Крейтер.